# Trojak (Adamów)
Trojak – część wsi Adamów w Polsce, położona w województwie świętokrzyskim, w powiecie starachowickim, w gminie Brody.
W latach 1975–1998 Trojak administracyjnie należał do województwa kieleckiego.